# Ernst-Felix Krüder
Ernst-Felix Krüder (Amburgo, 6 dicembre 1897 – Oceano Indiano, 8 maggio 1941) è stato un militare tedesco.
Ufficiale della Marina tedesca durante la prima guerra mondiale, venne decorato della Croce di Ferro di prima classe. Nel settembre del 1939, durante la seconda guerra mondiale, assunse il comando dell'incrociatore ausiliario Pinguin con il quale compì una missione nell'Oceano Atlantico e nell'Indiano, affondando e catturando 154.619 tonnellate di navi nemiche. Quando il Pinguin fu colato a picco dall'incrociatore pesante Cornwall l'8 maggio 1941, perì nel naufragio e a quell'epoca era decorato con la Croce di Cavaliere della Croce di Ferro. Menzionato nel Wehrmachtbericht del 26 giugno 1941, venne insignito postumo delle fronde di Quercia sulla Croce di Cavaliere il 15 novembre dello stesso anno.

## Biografia
Nacque ad Amburgo il 6 dicembre 1897, e si arruolò nella Kaiserliche Marine il 2 ottobre 1915, imbarcandosi sulla nave scuola Freya come Seekadet. Dopo essere stato promosso Obermatrose fu trasferito sulla nave da battaglia König su cui prese parte alla battaglia dello Jutland. Promosso a Fähnrich zur See il 13 luglio 1916, l’anno successivo fu mandato in Turchia, assegnato all’equipaggio dell’incrociatore da battaglia Goeben che prestava allora servizio nella Marina ottomana con il nome di Yavuz Sultan Selim I. Sul Goeben il 4 luglio 1917 partecipò alla battaglia navale intorno a Sebastopoli, e fu promosso a Leutnant zur See il 13 dicembre dello stesso anno.
Dopo la fine del conflitto rimase fedele al nuovo governo tedesco e durante i moti rivoluzionari del 1919 comandò la Brigata navale d’assalto "Ehrhart" nella repressione delle insurrezioni a Braunschweig, Berlino e Monaco di Baviera. 
Nominato primo ufficiale a bordo del dragamine M 111 il 10 gennaio 1921, fu promosso Oberleutnant zur See, e poco tempo dopo divenne comandante del dragamine M 145. La sua promozione a Kapitänleutnant avvenne 1 novembre 1928, e la sua carriera militare continuò brillantemente, tanto che nel corso del 1934 fu nominato comandante della 1.Minenjäger-Flotille di base a Pillau. Entrato in servizio nella Kriegsmarine fu promosso Korvettenkapitän il 1º aprile 1934 e Fregattenkapitän il 1º agosto 1938.
Dopo lo scoppio della seconda guerra mondiale, nel settembre 1939 assunse il comando dell’incrociatore ausiliario Pinguin, con la quale il 15 giugno dello stesso anno salpò dal porto di Gotenhafen in direzione dell’Oceano Indiano. Durante la sua missione durata 357 giorni, il Pinguin affondò o catturo 154.619 tonnellate di naviglio nemico, tra cui quasi tutta la flotta baleniera norvegese che comprendeva 14 unità con a bordo 20.500 tonnellate di olio di balena dal valore inestimabile. Durante la missione il Pinguin effettuò con successo la posa di mine in acque australiane. 
Dopo aver avvistato e affondato la petroliera britannica British Emperor l’unità tedesca fu scoperta dall’incrociatore pesante britannico Cornwall l'8 maggio 1941, ed ingaggiò uno scontro a fuoco che terminò allorché il Cornwall mise un colpo a segno direttamente nel deposito delle mine. Quando il Penguin esplose uccidendo gran parte del suo equipaggio, tra cui il comandante, l'unità si trovava nell'Oceano Indiano a nord-ovest delle isole Seychelles.
Decorato con la Croce di Cavaliere della Croce di Ferro il 22 dicembre 1940, fu citato nel Wehrmachtbericht del 26 giugno 1941, e insignito postumo delle fronde di Quercia sulla Croce di Cavaliere il 15 novembre dello stesso anno.

## Onorificenze

### Onorificenze tedesche
- Distintivo di guerra degli incrociatori ausiliari, 30 dicembre 1942

### Annotazioni
1. ↑  Nel corso degli anni tra le due guerre mondiali ricoprì anche vari incarichi amministrativi, e si specializzò nell’uso delle mine navali.

### Fonti
1. 1 2 3 4 5  Duffy 2001, p. 106.
2. 1 2  Showell 2009, p. 60.
3. ↑  Showell 2009, p. 99.
4. 1 2 3  Forczyk 2012, p. 55.
5. ↑  Forczyk 2012, p. 8.
6. 1 2 3  Scherzer 2007, p. 477.
7. 1 2  Fellgiebel 2000, p. 56.
8. ↑  Fellgiebel 2000, p. 275.
9. 1 2 3  Dörr 1996, p. 371.